# Lucy Thomas (cantante)
Lucy Thomas (nacida el 21 de febrero de 2004) es una cantante británica de Wigan, Lancashire, Inglaterra. Obtuvo reconocimiento público por sus apariciones en programas de talentos y desde entonces ha lanzado varios álbumes, principalmente en los géneros de crossover clásico, pop y teatro musical.

## Primeros años de vida y comienzos profesionales
Lucy Thomas nació el 21 de febrero de 2004 en Wigan, Lancashire, Inglaterra. Comenzó a cantar desde muy joven, desarrollando un estilo vocal claro y potente. Su primera aparición pública importante se produjo en 2018 cuando, a la edad de 14 años, compitió en el programa de talentos de ITV The Voice Kids UK. Llegó a las semifinales del concurso, cautivando al público con sus actuaciones.

## Carrera musical
Después de su aparición en The Voice Kids, a Lucy Thomas le ofrecieron un contrato de grabación con Cavendish Records. Esto llevó al lanzamiento de su álbum debut, Premiere, el 1 de febrero de 2019. Desde entonces, la discografía de Thomas se ha expandido rápidamente y generalmente se lanza un nuevo álbum cada año. El estilo vocal de Thomas a menudo se describe como puro, poderoso y cautivador. Su música combina elementos del pop, crossover clásico y teatro musical. Es conocida por su capacidad de transmitir emociones a través de sus interpretaciones de canciones conocidas. Su música a menudo incluye versiones de canciones populares, temas de películas y éxitos de Broadway, interpretados en un estilo clásico que muestra su pureza vocal y su entrega emocional. También ha publicado material original. Su canal de YouTube ha obtenido un número significativo de seguidores, con millones de visitas por sus interpretaciones de versiones, en particular "Hallelujah", que ha acumulado más de 59 millones de visitas.

### Discografía[9]
- Premiere (2019)
- Encore (2020)
- Timeless (2021)
- Destiny (2022)
- Beyond (2023)
- Rosie The Musical. Grabación original en el estudio (2024)

## Actuaciones en directo y colaboraciones
Thomas actúa regularmente y ha colaborado con otros artistas. Debutó en el West End en octubre de 2024, cantando canciones del musical "Rosie" (para el que también grabó la grabación original con el elenco de estudio), así como otros éxitos del teatro musical, acompañada por una orquesta de 30 integrantes y vocalistas invitados como Will Callan y Milan Van Waardenburg.